# Irene Mann
Irene Mann (Königsberg, 12 april 1929 - Pfaffenhofen an der Ilm, 19 september 1996) was een Duitse danseres, actrice en choreografe.

## Carrière
Irene Mann genoot haar dansopleiding bij Heinz Klee, Madame Rousanne (Rousanne Sarkissian), Olga Preobrajenska en Nora Kiss. Na haar debuut bij het Theater Oberhausen danste ze in 1951/1952 in het Theater am Gärtnerplatz in München en dan van 1952 tot 1957 in Frankfurt am Main.
In Frankfurt schiep ze verschillende rollen in de balletten van H. Freund. Als danseres en actrice acteerde ze ook in enkele films en vanaf 1959 belastte ze zich meermaals met de choreografie. Daarna werkte ze freelance voor de televisie en choreografeerde ze in de jaren 1960 niet alleen talrijke shows, maar ook operette- en musicalproducties. Als cheffin van het ZDF-televisieballet had ze een aanzienlijk aandeel in de optische vormgeving van veel uitzendingen uit deze tijd. Irene Mann was van 1992 tot 1995 balletdirecteur aan het Friedrichstadt-Palast. Ze was sinds 1965 getrouwd met de acteur en stemacteur Berno von Cramm. In oktober 1996 werd haar postuum de Verdienstorden des Landes Berlin toegekend.

## Overlijden
Irene Mann overleed in september 1996 op 67-jarige leeftijd.

## Filmografie
Als danseres en actrice
- 1953: Der letzte Walzer
- 1955: Solang' es hübsche Mädchen gibt
- 1957: Für zwei Groschen Zärtlichkeit
- 1957: Daphnis und Chloe
- 1958: Das haut einen Seemann doch nicht um
- 1960: Marina
- 1960: Schön ist die Liebe am Königssee
- 1961: …denn das Weib ist schwach
- 1963: Unsere tollen Nichten
- 1963: Ferien vom Ich
- 1966: Einer wird gewinnen (show)
- 1969: …7, 8, 9 aus (serie)
- 1969: Zwischenmahlzeit (show)
- 1970: Vergißmeinnicht (show)
- 1972: Stars in der Manege (show)
- 1972: Maske in Blau
- 1975: Meine Schwester und ich (actrice en choreografe)
- 1979: Am laufenden Band (show)

Als choreografe
- 1959: Wenn das mein großer Bruder wüßte
- 1959: Alle lieben Peter
- 1959: Melodie und Rhythmus
- 1960: Meine Nichte tut das nicht
- 1960: Marina
- 1961: Der Traum von Lieschen Müller
- 1962: Unsere tollen Nichten
- 1963: Ferien vom Ich
- 1963: Das Haus in Montevideo
- 1963: Hochzeit am Neusiedler See
- 1964: Tonio Kröger
- 1970: Der Bettelstudent
- 1971: Die Blume von Hawaii
- 1970–1972: Peter Alexander Show
- 1972: Von uns für Sie (serie)

- Gemeinsame Normdatei: 1062580389
- Virtual International Authority File: 311727511
- WorldCat: E39PBJx8H4GGMf83m3wYRYyPQq